# HD 194012
HD 194012，又名BD+14 4275，SAO 106042、HR 7793，是一颗恒星，视星等为6.17，位于銀經56.82，銀緯-12.71，其B1900.0坐标为赤經20h 18m 12.4s，赤緯+14° -12.71′ 51″。